# Cadena 100
Cadena 100 és una emissora de ràdio musical d'àmbit espanyol, propietat de Radio Popular (la mateixa empresa que posseeix la Cadena COPE), amb els estudis centrals situats a Madrid. A Catalunya es produeix una emissió en català els estudis de la qual es troben a Barcelona. Cadena 100 és una radiofórmula musical de format Adult contemporary, amb alguns programes d'entreteniment. És la segona emissora musical més escoltada d'Espanya per darrere de Los 40.

## Història
La Cadena 100 té els seus precedents a Popular FM, una emissora musical de Ràdio Popular que va començar a emetre a principis dels anys noranta. A partir d'aquesta xarxa d'emissores, l'any 1992 Rafael Revert (que havia fundat l'emissora 40 principales), va crear Cadena 100, i la va dirigir fins a l'any 1997.
El 4 de setembre de 2006, l'emissora va estrenar una nova programació adoptant els més moderns sistemes de programació musical, basats exclusivament en les preferències dels oients de 25 a 39 anys. El dia 25 del mateix mes Cadena 100 va estrenar el seu nou programa despertador: Buenos días, Javi Nieves.
L'1 de setembre de 2014, es va estrenar el programa Cadena 100 Happy Hour, presentat primer per l'Óscar Martínez, després per Almudena Navarro, en la darrera etapa per Myriam Rodilla, que continua emetent-se fins a l'actualitat des de les 21:00 fins a les 24:00. El propòsit del programa és animar als oients amb cançons animades i que tinguin ritme, també durant el programa es fa un petit concurs, que consisteix que l'oient que truca i que surt per antena en directe, ha d'encertar el nom i el grup o cantant d'una cançó de la que només sonen 6 segons. A partir de l'1 de setembre de 2015, el programa Buenos días, Javi y Mar es va decidir fer-lo fins a les 11:00, que anteriorment es feia fins a les 10:00 i el programa Buenos días pulpo es va donar per finalitzat i va ser substituït per Buenos días, Javi y Mar.

## Programes actuals[1]
- Buenos días, Javi y Mar (amb Javi Nieves i Mar Amate)
- Antonio Hueso de cerca (amb Antonio Hueso)
- La mejor variedad musical (amb Mateo y Andrea, Alejandra Estevez, Myriam Rodilla, Antonio Hueso, Pablo Gallinar, Ruth Medina, Almudena Navarro, Iván Torres i Sergio Blázquez)
- La millor varietat musical (a Catalunya amb Xavi Caminals i Caterina Ruiz)

## Programes històrics
- Bienvenido a la jungla (1992-2006), presentat per José Antonio Abellán i Alfonso Arús.
- Arús en la 100 (2005-2006), presentat per Alfonso Arús.
- Conservas Escalada, presentat per Rafael Escalada (1996-2000).
- El peluco, presentat per Rafael Escalada, Enrique Rodrigo i Mónica Chaparro (2001-2003).
- En 100 de la noche, presentat per Rafael Arboleda (1994-1995) i Jesús García Roa (1996-1997).
- Cosas que nunca te dije, presentat per Olga Marset i, posteriorment, per Carmen Benítez (2001-2003).
- El Megáfono, presentat per Carlos Moreno "El Pulpo" (2001-2005).
- 100 por 100, presentat per Javier Nieves.
- Del 100 al 1, presentat per Jorge Plané.
- Hot 100, presentat per Guillem Caballé (2006-2009).
- Buenos días, Cadena 100 (amb Carlos Moreno "El Pulpo" i Esther Pérez).
- Javi Nieves de cerca con...
- La Máquina del Tiempo (amb Manuel Cebrián "Molo").
- Buenos días pulpo (amb Carlos Moreno)

## Freqüències Catalunya
- Barcelona 100.0 FM
- Lleida 96.0 FM
- Girona 89.4 FM
- Reus 89.6 FM